# アンディ・セルヴァ
アンディ・セルヴァ（Andy Selva、1976年5月25日 - ）は、イタリアの首都・ローマ出身の元サッカー選手。元サンマリノ代表。ポジションはFW。
サンマリノ代表の最多得点記録を持つ。

## 経歴
イタリアの下部リーグのクラブでプレーすることが多い。これまでに100得点以上を決めている。2009年夏、レガ・プロ・プリマ・ディヴィジオーネ（3部）のエラス・ヴェローナに移籍した。
1998年10月14日、オーストリア戦で初得点を挙げた。2004年4月28日に行われたリヒテンシュタイン戦で先制点を挙げ、そのまま逃げ切った。ベルギーと相性が良いようで、8得点中3点はベルギーを相手に決めている。なお、3点とも異なる試合で決めている。
2018年7月に現役引退を発表した。

### 代表での得点
スコアと最終結果はサンマリノを左側に示している。
| #  | 日付           | 場所         | 相手                     | スコア | 最終結果 | 大会                                    |
| -- | -------------- | ------------ | ------------------------ | ------ | -------- | --------------------------------------- |
| 1. | 1998年10月14日 | セラヴァッレ | オーストリア             | 1-4    | 1-4      | UEFA EURO 2008予選                      |
| 2. | 2001年2月28日  | ブリュッセル | ベルギー                 | 1-10   | 1-10     | 2002 FIFAワールドカップ・ヨーロッパ予選 |
| 3. | 2001年6月6日   | セラヴァッレ | ベルギー                 | 1-1    | 1-4      | 2002 FIFAワールドカップ・ヨーロッパ予選 |
| 4. | 2004年4月28日  | セラヴァッレ | リヒテンシュタイン       | 1-0    | 1-0      | 親善試合                                |
| 5. | 2005年3月30日  | セラヴァッレ | ベルギー                 | 1-1    | 1-2      | 2006 FIFAワールドカップ・ヨーロッパ予選 |
| 6. | 2005年6月4日   | セラヴァッレ | ボスニア・ヘルツェゴビナ | 1-2    | 1-3      | 2006 FIFAワールドカップ・ヨーロッパ予選 |
| 7. | 2007年10月17日 | セラヴァッレ | ウェールズ               | 1-2    | 1-2      | UEFA EURO 2008予選                      |
| 8. | 2008年10月11日 | セラヴァッレ | スロバキア               | 1-2    | 1-3      | 2010 FIFAワールドカップ・ヨーロッパ予選 |

## 所属クラブ
- 1994-1995  ASラティーナ1932
- 1995-1996  ASDフラミニア・チーヴィタ・カステッラーナ（イタリア語版）
- 1996-1998  ファーノ・カルチョ（イタリア語版）
- 1998-1999  USカタンザーロ
- 1999-2000  SSDティヴォリ・カルチョ1919（イタリア語版）
- 2000-2001  サンマリノ・カルチョ
- 2001-2002  ACマチェラーテーゼ（イタリア語版）
- 2002-0000  USグロッセートFC
- 2002-2003  ACベッラーリア・イジェーア・マリーナ（イタリア語版）
- 2003-2005  SPAL 1907
- 2005-2006  カルチョ・パドヴァ
- 2006-2009  USサッスオーロ・カルチョ
- 2009-2011  エラス・ヴェローナFC
- 2011-2013  FCフィデーネ（英語版）
- 2013-0000  SPラ・フィオリータ
- 2013-2014  ASDアンツィオ・カルチョ1924（イタリア語版）
- 2014-2018  SPラ・フィオリータ